# カキノキ
カキノキ（柿の木、学名：Diospyros kaki）は、カキノキ科カキノキ属 の1種の落葉小高木である。東アジア原産 の同地域固有種。日本や韓国、中国に多くの在来品種があり、特に中国・長江流域に自生している。属名のDiospyrosとはギリシャ語でdios（「神の」）+pyros （「穀物、あるいは小麦」）から成る造語であり、「神の食物」という意味である。
熟した果実（柿）は食用とされ、日本では果樹として、各地で広く栽培されている。果実はビタミン類や食物繊維を多く含むことから、現代では東アジア以外の地域でも栽培・消費されている。ヨーロッパ産（2018年時点で54万トン）ではスペインが9割を占め、中国に次ぐ世界第2位の生産国である。
幹は家具材として用いられる。葉は茶の代わり（茶外茶）として加工され飲まれることがある。果実はタンニンを多く含み、柿渋は防腐剤として用いられる。現在では世界中の温暖な地域（渋柿は寒冷地）で栽培されている。

## 名称
学術上の植物名はカキノキ、果実はカキ、あるいは一般的に両方を含めてカキ（柿）と呼んでいる。野生状のカキノキは、「ヤマガキ」（学名: Diospyros kaki var. sylvestris）ともよばれている。
和名カキノキの語源は、赤木（あかき）、暁（あかつき）の略語説、あるいは「輝き」の転訛説など諸説あるが、正確にははっきりしない。一説には、赤色に熟した実から「赤き実がなる木」が転訛したものともいわれている。原産である中国の植物名（漢名）は柿（し）である。学名は、ディオスピロス・カキ（Diospyros kaki）といい、日本から1789年にヨーロッパへ、1870年に北アメリカへ伝わったことから、学名にも和名の発音と同じ kaki の名が使われている。果実は日本で食用として親しまれた果物で、英語でもカキ・フルーツ（kaki fruit）、ドイツ語やフランス語など英語圏外の大抵の地域でもカキ（kaki）の名で通っている。
英語で柿を表すパーシモン（persimmon）の語源は、アメリカ合衆国東部の先住民（インディアン）の言語であるポウハタン語で「干し果物」を意味する名詞「ペッサミン」(putchamin, pasiminan, pessamin) であり、先住民がアメリカガキ Diospyros virginiana の実を干して保存食としていたことに基づく。
近年、欧米ではイスラエル産の柿である「シャロン・フルーツ」(sharon fruit) が流通しており、この名で呼ばれることも多い。これは当地のシャロン平野に因む名である。

## 分布・生育地
東アジアの日本・中国の揚子江沿岸の原産といわれている。日本特産で、日本で果樹として改良され、営農作物としては北海道南部から本州・四国・九州（周辺の一部島嶼を含む）までの各地で栽培されている。日本国外では、中国、朝鮮半島、済州島に分布する。暖地には野性があり、ヤマガキとよんでいる。別名「一厘柿」ともよばれた丸い渋柿で、ピンポン玉より少し大きく、渋染めなどに利用された。カキノキは、野生種のヤマガキから作出されたという説と、古来から在来種として存在したという説とがある。
16世紀にポルトガル人によりヨーロッパに渡り、その後アメリカ大陸にも広まった。現在、世界各地で栽培されているカキノキの品種の多くは甘柿であるが、原産地である東アジア地域では未だに渋柿も栽培されている。日本では昔から人里の民家近くに植えられていることが多く、よく手入れが行き届いて実もよくなることもあって、俗に「柿の木は竈（かまど）の煙の当たるところを好む」「根元を踏むと実がよくなる」などと言われている。

## 形態・生態
落葉の小高木で、高さは4 - 10メートルになる。一年目の若枝には毛があり、基部には前年の芽鱗が残る。樹皮は灰褐色で、網目状に裂ける。枝は人の手が加えられないまま放って置かれると、自重で折れてしまうこともあり、折れやすい木として認知されている。葉は互生し、長さ8 - 15センチメートルの楕円形から卵形をしていて先が尖り、表面にややつやがある。葉縁に鋸歯はない。葉柄は長さ1センチメートル前後で、太くて短い。秋には鮮やかな橙色から赤色に紅葉するが、一斉に色づくわけではなく、実が色づくのに前後して、葉も1枚2枚と少しずつ色づいて落葉していく。紅葉した葉の中には、しばし緑色の斑点が混じっているものがあるが、これは病気や虫食いによるものである。
花期は初夏（5 - 6月）。本年生枝の基部近くの葉腋に花がつく。花弁は白色から淡黄色で4枚ある。雌雄同株であり、雌雄雑居性で雌花は点々と離れて1か所に1つ黄白色のものが咲き、柱頭が4つに分かれた雌しべがあり、周辺には痕跡的な雄蕊がある。雄花はたくさん集まって付き、雌花よりも小さい。萼は4裂し、花冠は鐘形をしている。日本では5月の終わり頃から6月にかけて 白黄色の地味な花をつける。
果期は秋から初冬にかけて（9 - 12月）。果実は柿（かき）と呼ばれ、品種によって大小様々な形があり、秋に橙色に熟す。萼(がく)は「ヘタ」とよばれ、後まで残っている。ヤマガキは枝、葉に毛が多く、果実は小さい。柿の果実は、年によりなり方の差が大きい。果樹を叩いたり、傷つけたりすると、花芽形成が促進されて実がなることが知られ、樹木の採種園でも樹皮を円周状に傷つける環状剥皮が行われる。果実は、タヌキやサル、カラスなどにも食べられて、種子が人里近い山林に運ばれて芽を出すこともある。
冬芽は互生し、丸みがある三角形で短毛がある。枝の先端に仮頂芽、その下には側芽がつき、芽鱗は4 - 5枚ある。葉痕は仮頂芽の背後と、側芽のすぐ下にあり、半円形で維管束痕は1個ある。

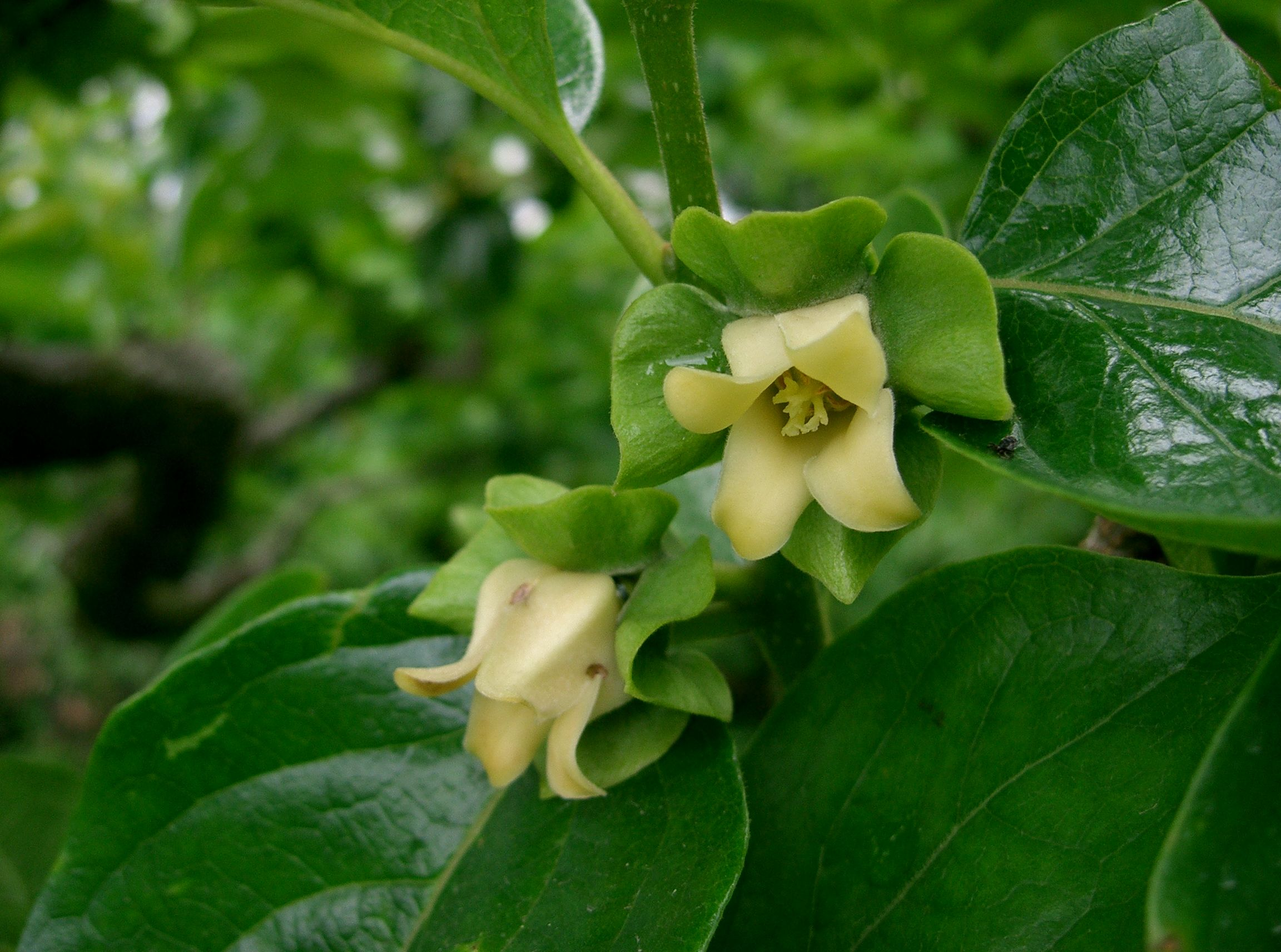
花
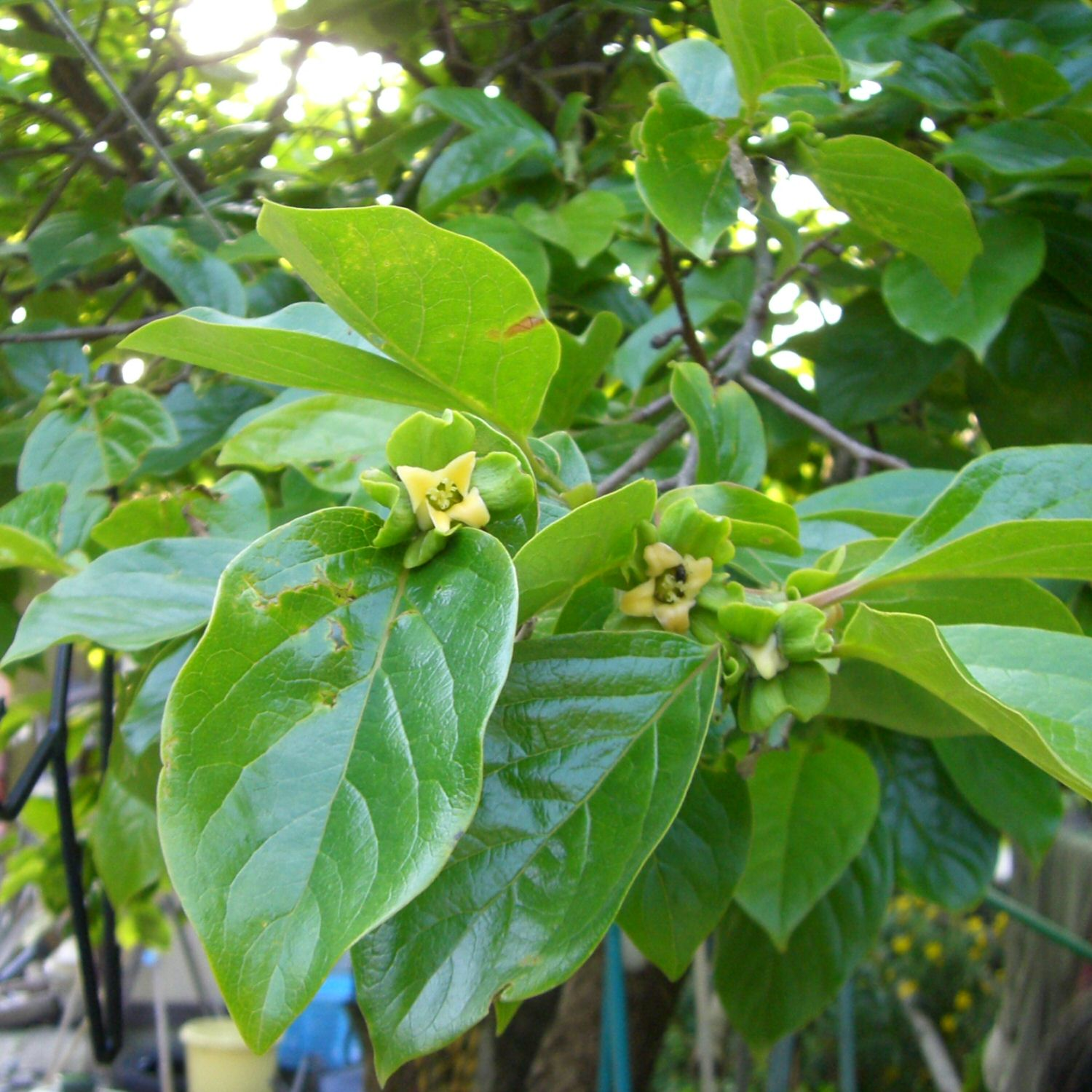
葉
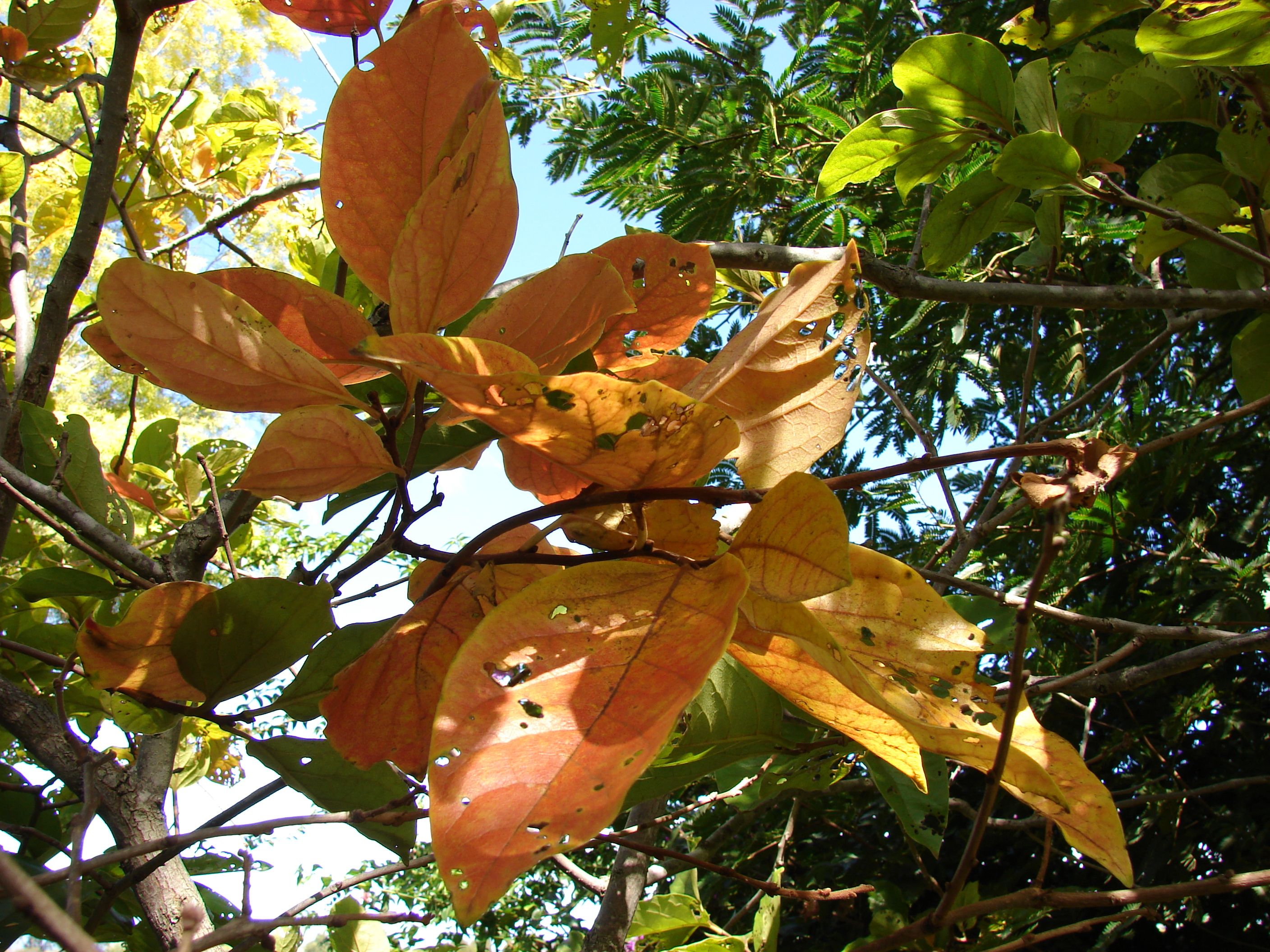
紅葉した葉
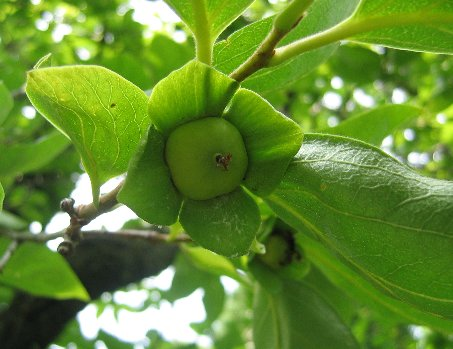
未熟な果実
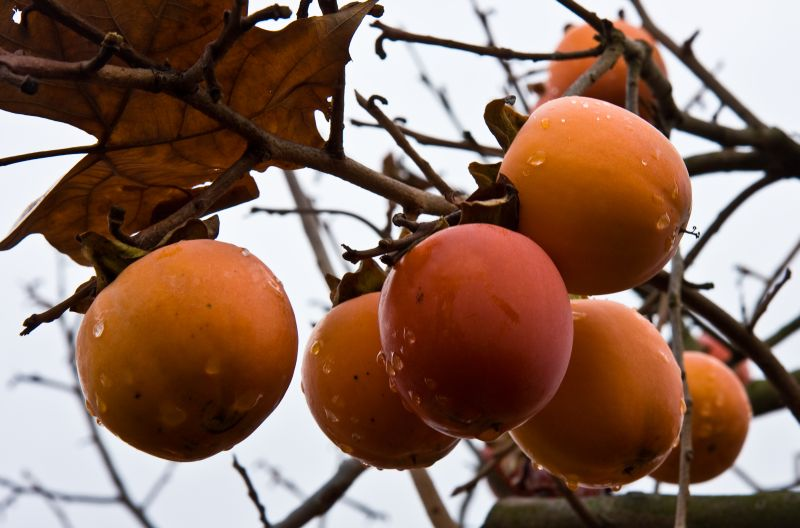
熟した果実
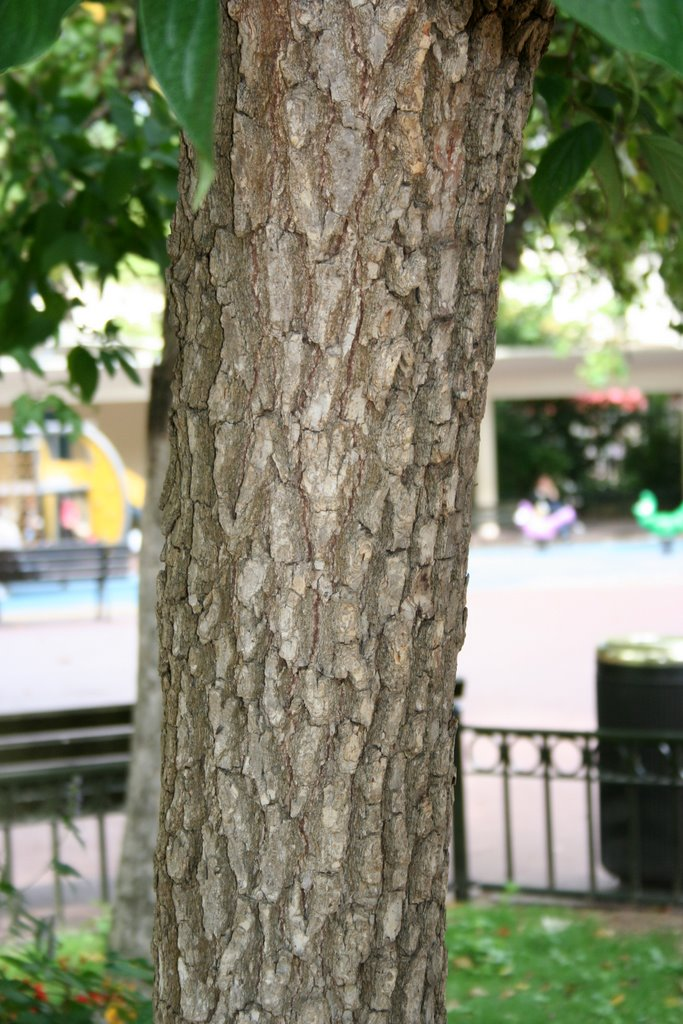
樹皮
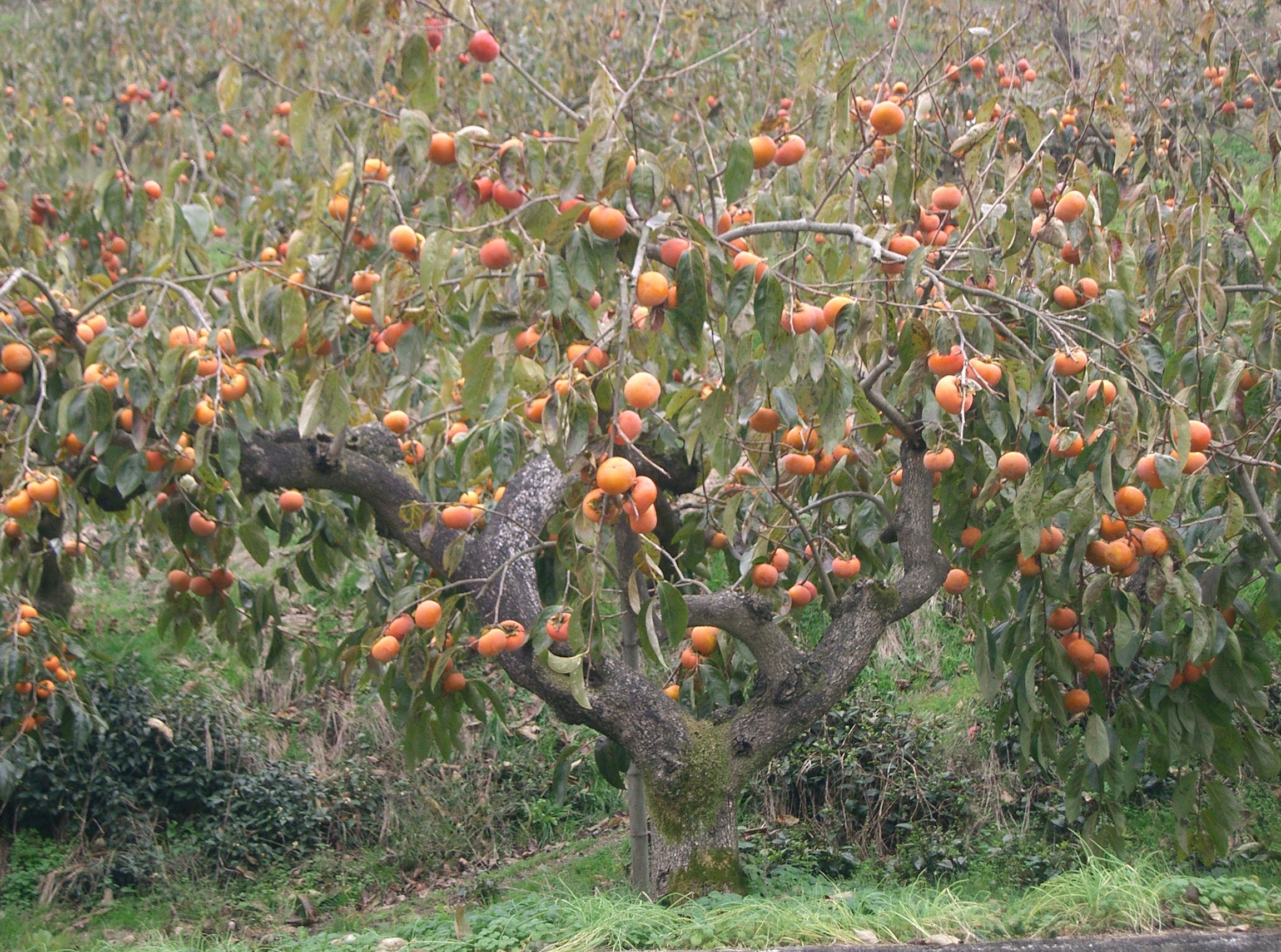
柿畑のカキノキ
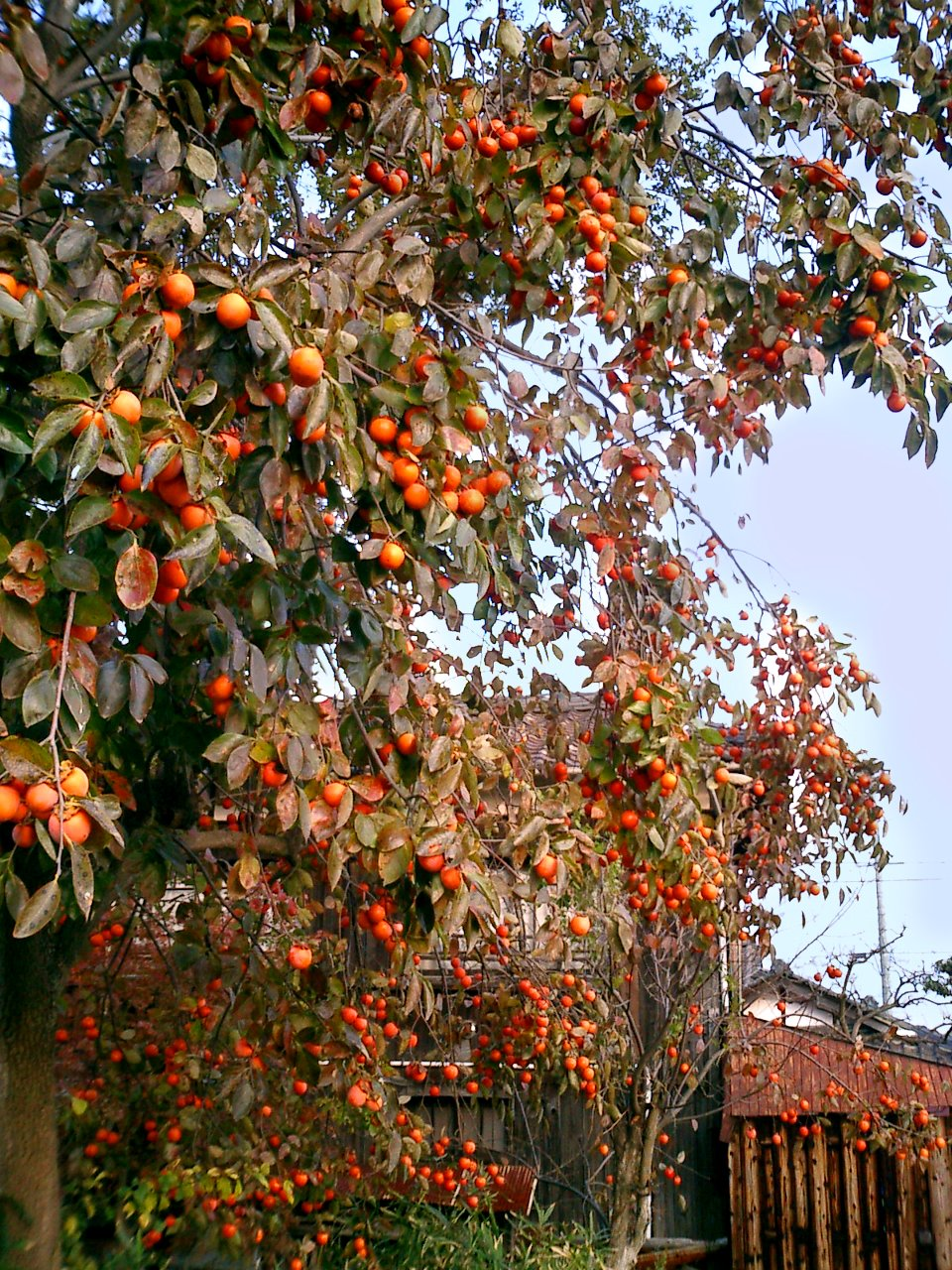
多くの果実をつけたカキノキ
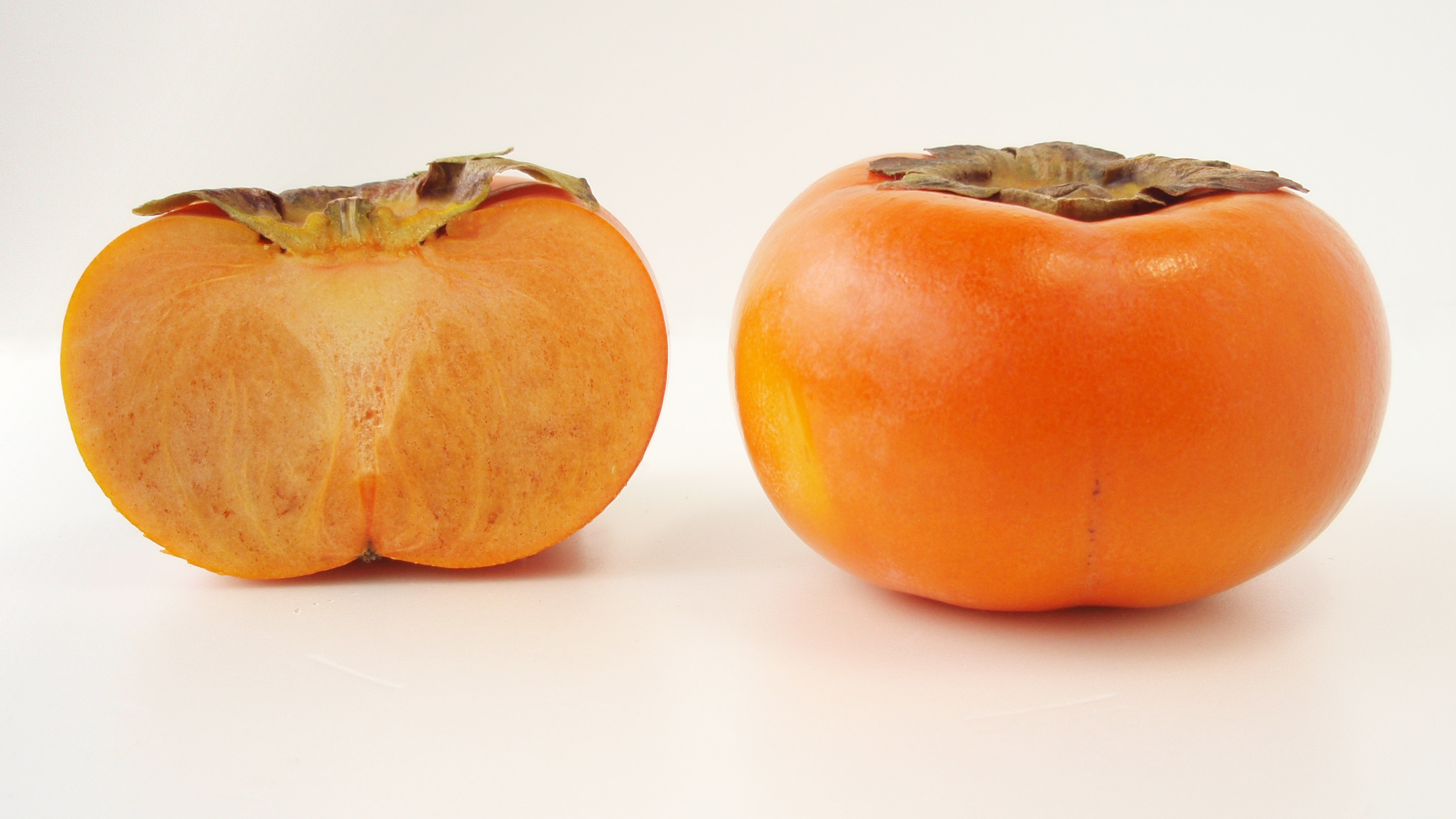
次郎
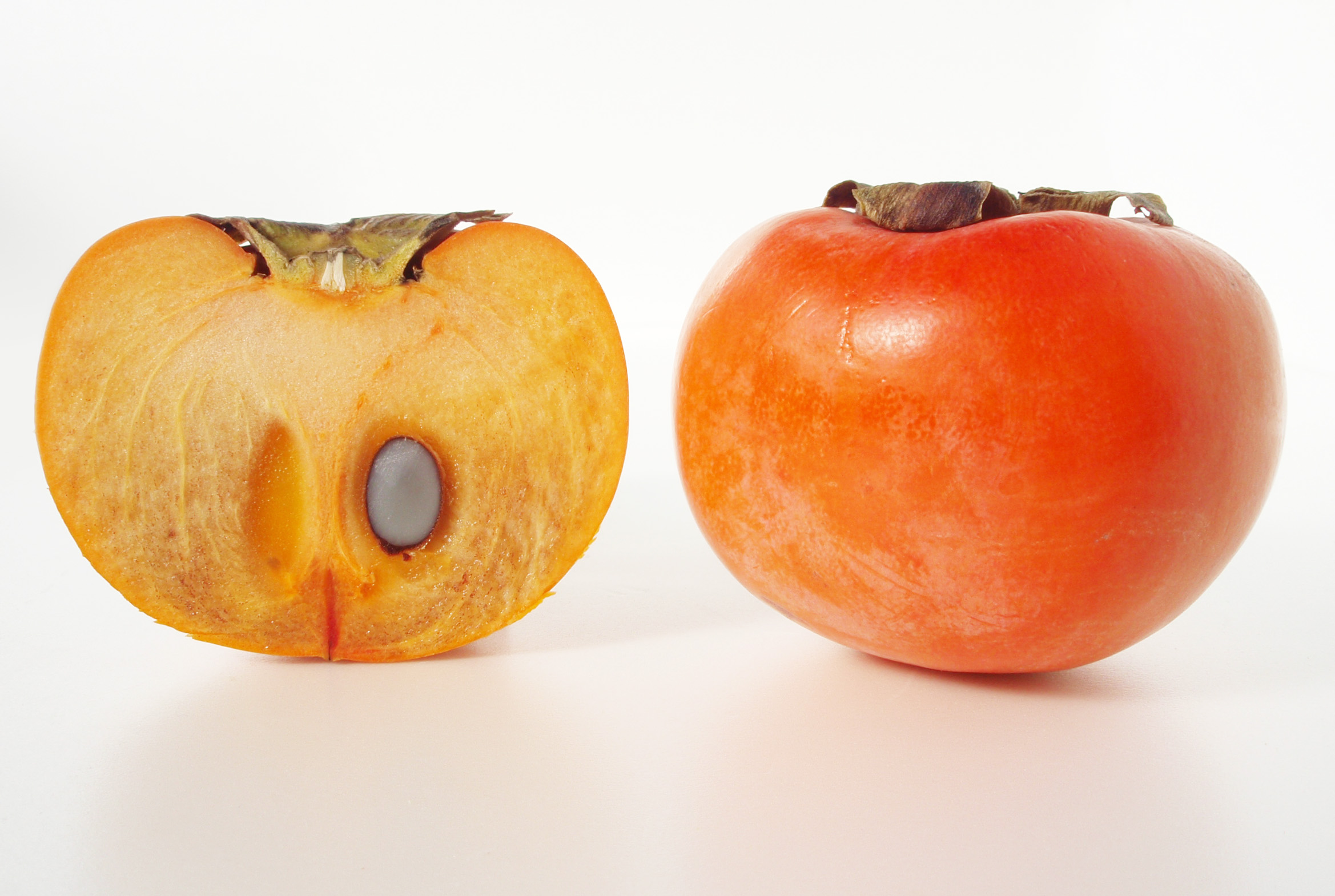
富有
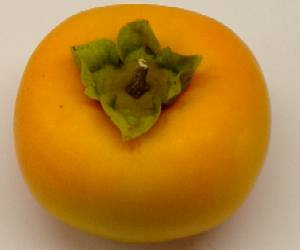
平核無（八珍柿）表
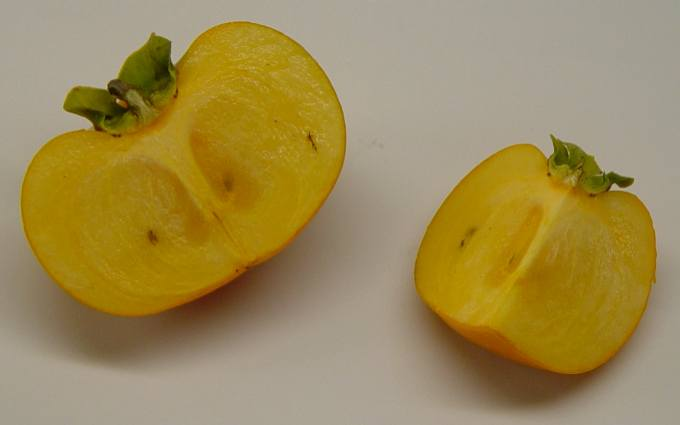
平核無（八珍柿）断面
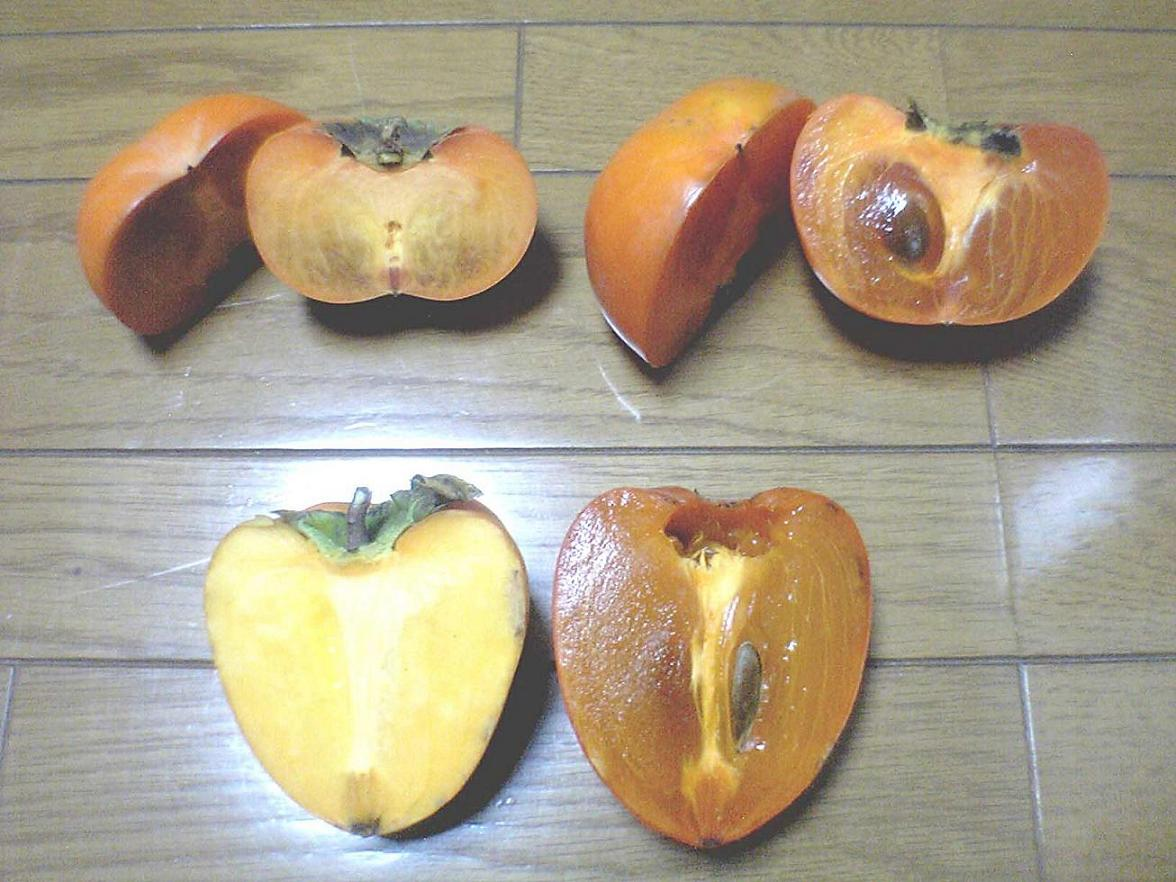
上段左は夕紅（甘柿）の未熟物、右は同完熟物、下段左は甲州百目（渋柿）の未熟物、右は同完熟物

## 生産

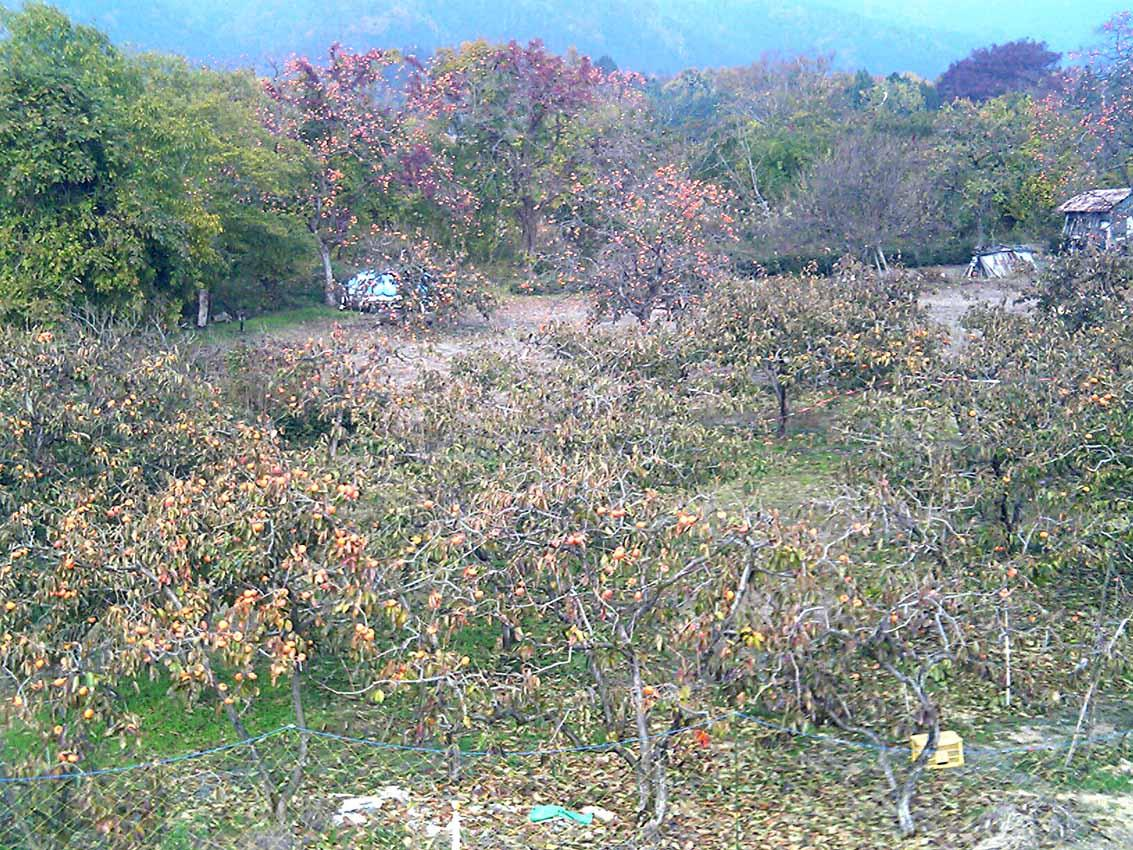
柿畑

### 国別生産量
国際連合食糧農業機関 (FAO) の統計データ（2005年）によると、カキの世界生産量は256万1732トン (t) である。このうち、72%を中国が、99.8%を日本を含めた上位6国が生産している。
| 中国             | 1,837,000 トン |
| 韓国             | 0250,000 トン  |
| 日本             | 0230,000 トン  |
| ブラジル         | 0150,000 トン  |
| イタリア         | 0051,000 トン  |
| イスラエル       | 0040,000 トン  |
| ニュージーランド | 0001,300 トン  |
| イラン           | 0001,000 トン  |
| オーストラリア   | 0000650 トン   |
| メキシコ         | 0000450 トン   |

地域別ではアジアが92%、南アメリカ（ブラジルのみ）が6%、ヨーロッパ（イタリアのみ）が2%である。

### 日本での生産
柿は沖縄県を除く日本の全都道府県で栽培・出荷されている（ただし東北北部以北はカキノキの生育には寒冷すぎるため、渋柿が少数出荷されているに過ぎない）。柿の栽培面積が多い県は和歌山県、福岡県、奈良県の順で、都道府県別収穫量の日本一も和歌山県、市町村別では、奈良県五條市である。また、甘柿は温暖な気候でないと甘く育たないため、産地は温暖な地方（東北南部から九州）に限られている。
2017年度 
- 和歌山県 4万7500トン
- 奈良県 3万2800トン
- 福岡県 1万8000トン
- 岐阜県 1万4600トン
- 愛知県 1万2800トン
- 新潟県 1万300トン
- 愛媛県 9350トン
- 福島県 9030トン
- 長野県 8290トン
- 山形県 7520トン

### 日本の主な産地

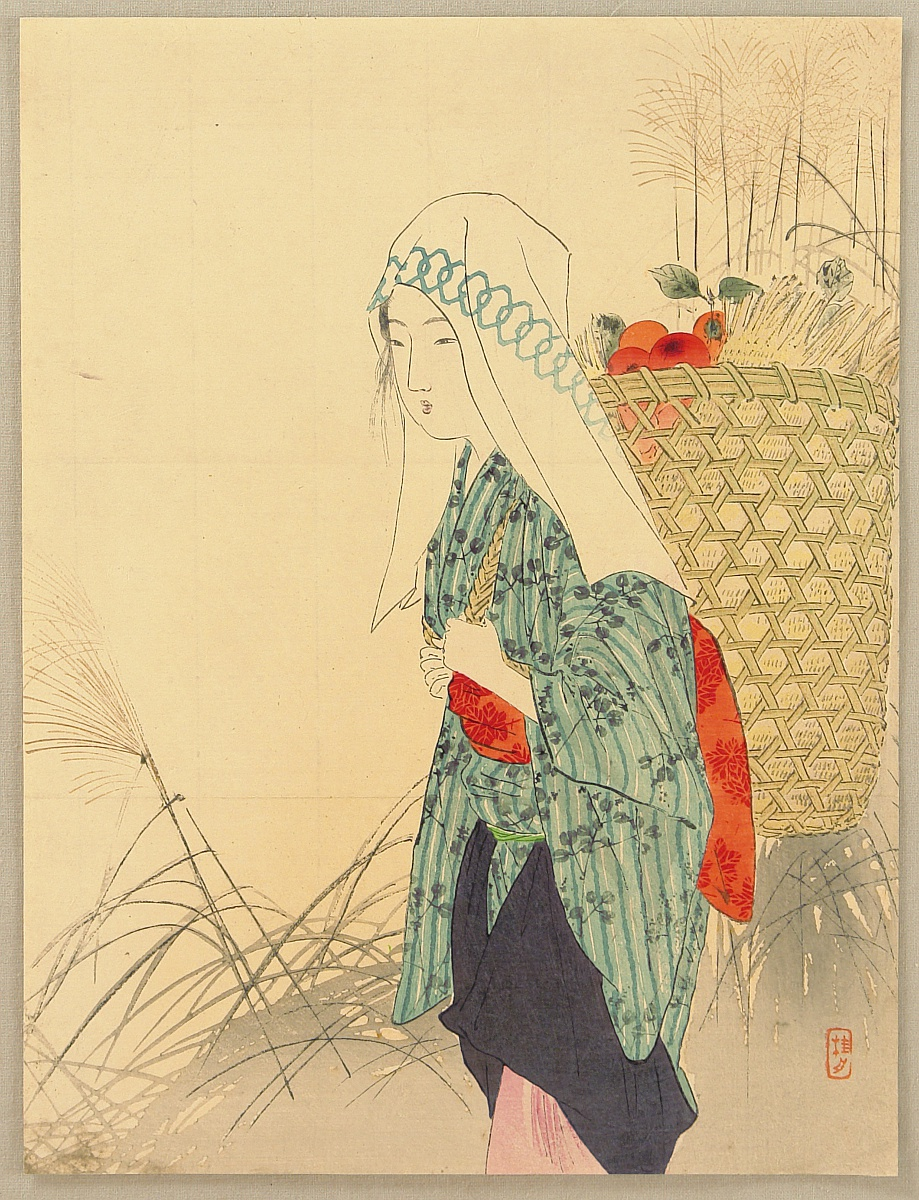
武内桂舟画「柿売」1906年

#### 東北地方
- 山形県 - 収穫量全国7 - 11位[要出典]。庄内地方が主産地で、庄内柿と呼ばれる平核無（ひらたねなし）の特産地。

羽黒町、鶴岡市（旧櫛引町、旧鶴岡市、旧藤島町）、酒田市、上山市、寒河江市
- 福島県 - 収穫量全国4 - 12位[要出典]。伊達市五十沢地区はあんぽ柿発祥の地として知られ、蜂屋柿という品種を用いることが多い。他に会津美里町の会津身不知も知られる。

伊達市（旧梁川町、旧保原町、旧霊山町）、国見町、桑折町、会津若松市、会津美里町（旧会津高田町）、福島市

#### 関東地方
- 茨城県 - 石岡市の富有柿は毎年皇室に献上されており[29]、「献上柿」と呼ばれてブランド化されている。

石岡市（旧八郷町）、かすみがうら市（旧千代田町）、小美玉市（旧玉里村）
- 神奈川県 - 富有柿のほか太秋（たいしゅう）を生産する。

伊勢原市

#### 中部地方
- 新潟県 - 出荷量全国6 - 8位[要出典]。渋柿の代表的品種である、平核無の発祥地。佐渡島では「おけさ柿」、また新潟市周辺では「八珍柿」と呼んでいる。

佐渡市（旧羽茂町、旧赤泊村、旧両津市、旧新穂村、旧畑野町、旧小木町）、新潟市西蒲区（旧巻町）、新潟市秋葉区（旧新津市）
- 富山県 - 旧福光町に産地があり、富山干柿（三社柿）と呼ばれる干し柿作りが行われる。

南砺市（旧福光町、旧城端町)
- 山梨県 - 収穫量全国9 - 11位[要出典]。枯露（ころ）柿と呼ばれる甲州百目が知られる。また、石和では広瀬柿と呼ばれる富有柿が作られる。

笛吹市（旧石和町）、南アルプス市（旧白根町、旧櫛形町、旧八田村、旧甲西町）、甲州市（旧塩山市）、山梨市
- 長野県 - 収穫量全国7 - 10位[要出典]。南信州地域で盛ん。市田柿が知られる。

飯田市、高森町、豊丘村、喬木村、松川町
- 岐阜県 - 収穫量全国3 - 5位[要出典]。富有柿の発祥地として有名で、特に糸貫は全国に先駆け、減農薬、有機栽培に取り組んだブランド品産地として知られる[30]。また、「天下富舞」はJA全農岐阜が開発した高級ブランド品種[31]。袋掛け、減農薬などによってプレミア化を図った富有柿、「果宝柿」などのブランド品育成の取り組みも行われている[32]。

本巣市（旧糸貫町、旧真正町、旧本巣町)、大野町、岐阜市、瑞穂市（旧巣南町）、海津市（旧南濃町）、美濃加茂市
- 静岡県 - 森町は次郎柿の発祥地。浜北が主産地。

浜松市浜名区（旧浜北市）、伊豆の国市（旧伊豆長岡町）、静岡市
- 愛知県 - 収穫量全国4 - 8位[要出典]。国内最大の次郎柿特産地で、豊橋市石巻地区が一大産地。幸田町の筆柿も知られる[33]。

豊橋市、幸田町、新城市、豊川市（旧一宮町、旧豊川市）、豊田市、みよし市

#### 近畿地方
- 三重県- 多気町では「前川次郎柿」という次郎柿が特産。

多気町、玉城町、伊勢市、松阪市
- 京都府 - 京都市西京区では大枝（おおえ）柿という富有柿を特産する。

京都市西京区
- 奈良県 - 収穫量全国2位。ハウス栽培全国トップ、富有柿全国トップ。五條市は基礎自治体単位で全国トップ。「刀根早生柿」発祥地。富有柿、早生富有、平核無、刀根早生などを幅広く生産し、ブランド化の取り組みも強い[35]。

五條市（旧西吉野村、旧五條市）、下市町（栃原）、天理市
- 和歌山県 - 収穫量全国1位。渋柿の生産が多く、県全体の8割を占める。特にかつらぎ町四郷の串柿が知られる。刀根早生、平核無の生産も多く、かつらぎ町、橋本市では「たねなし柿」という商標で知られ、紀の川市でも盛ん。平核無を特殊な栽培方法で熟成させる「紀の川柿」も知られる[36]。また、九度山町は富有柿のブランド産地で、全国で最も柿栽培従事者の比率が高い自治体である[37][38]。橋本市、かつらぎ町、紀美野町でも富有柿を特産する。

橋本市（橋本市、旧高野口町）、かつらぎ町、九度山町、紀の川市（旧粉河町、旧那賀町、旧桃山町、旧打田町）、紀美野町（旧美里町、旧野上町）、有田川町（旧金屋町）、海南市

#### 中国・四国地方
- 鳥取県 - 郡家町の「花御所柿」、八頭町の「西条柿」など。河原町では富有柿新品種の「輝太郎」を特産。

八頭町（旧八東町、旧郡家町）、鳥取市（旧河原町)、南部町（旧会見町）
- 島根県 - 平田は西条柿のブランド産地[39]。

出雲市平田町（旧平田市）、松江市本庄地区。島根県への西条柿の伝来は、室町時代末期、尼子氏と毛利氏の対決時代に、尼子攻めに来た毛利の軍勢が安芸地方から持ち込んだと考えられる。同県の両者の古戦場跡地や旧街道筋、お寺等には西条柿の古木が多数点在している。県内全域で西条柿が栽培され、栽培面積は97haと全国一。
- 岡山県 - 岡山市では沢田柿という富有柿産地がある。

岡山市中区
- 広島県

東広島市 - 広島の柿は古くからの伝統を誇り、西条柿は西条（現・東広島市）の西条盆地で作られた原種である。
安芸太田町 - 祇園坊柿は西条柿と同様、江戸時代に改良淘汰されて広島で生まれた原種で、名前の通り、祇園(現在の広島市安佐南区）で生まれた品種だが、当地の市街地化で、今日では大半が県北の安芸太田町で作られている。名前の由来は祇園社（現在の安神社）の社僧の頭に似ていたからとも、祇園社の社僧が太田川流域に接ぎ木してまわった等の説がある。寛文年間（1661 - 1672年）の「芸備国郡誌」によると、1661年以前に佐東郡の祇園社（現在の安神社）に最初に植えられたと記述がある。広島藩主福島公もそのおいしさに感嘆し、次藩主の浅野公にも献納された。西条柿に比べてひと回り大きく、上品な甘さと香りが特徴で「柿の王様」ともいわれる。また種がほとんどないため、干し柿に最適とされ、広島土産の柿ようかんにも使われる。江戸時代の文人・山崎美成は、広島の柿について「広島やヨダレ三升つるし柿」と詠んだ。夏目漱石も秋の味覚として祇園坊柿を楽しみにしていたといわれる。祇園坊柿を使用した和菓子を祇園坊と呼ぶ。
福山市松永地区は古くからの富有柿産地。
- 山口県 - 全域で西条柿が栽培されている[44]。萩市では殿様にも献上されたとされていることから、江戸時代には既に県内で栽培が行われていたと考えられている[44]。
- 徳島県 - 上板町大山地区では富有柿（大山の柿）や平核無を特産。

上板町、つるぎ町（旧半田町）、東みよし町（旧三好町）
- 愛媛県 - 収穫量全国7 - 10位。内子町では富有柿、旧丹原町では愛宕柿や太天（たいてん）を特産。八幡浜市では富士柿を特産する。

内子町（旧内子町、旧五十崎町）、西条市(旧丹原町、旧小松町、旧東予市)、八幡浜市、伊予市（旧砥部町）、大洲市

#### 九州地方
- 福岡県 - 収穫量全国3位。甘柿栽培は全国トップ。筑後川河畔のうきは市、朝倉市、旧田主丸町にまたがり大規模な産地がある。富有柿、早生富有、西村早生、伊豆柿、太秋、早秋（そうしゅう）、秋王（あきおう）などを特産する。旧杷木町の「志波柿」などがブランド産地。

うきは市（旧浮羽町、旧吉井町）、朝倉市（旧杷木町、旧朝倉町）、旧朝倉町）、久留米市（旧田主丸町)
- 熊本県 - 1995年に登録された太秋を県挙げて特産品として育成、全国1位の太秋産地となった。

菊池市、宇城市、玉東町、益城町

### 過疎の影響
農村の過疎化や高齢化などで、取られないまま放置される柿の実が増え、それらがニホンザルやニホンジカなどの野生動物の餌になっているという指摘がある。特にツキノワグマは柿の実にひきつけられて人里に出没するという。

## 品種
一般に実が渋い「渋柿」と、実が甘い「甘柿」に大別され、さらに渋の多寡、種子の有無、渋の抜け方でさらに完全甘柿と不完全甘柿、不完全渋柿と完全渋柿に分けられる。甘柿よりも渋柿の方が原種に近く、病虫害に強い。また、甘柿であっても接ぎ木の台木に渋柿を使う。現在栽培されている品種の多くは18世紀中期にはすでにあったといわれ、地方品種を含めると1,000を超える。品種により果実の大きさも大小あり、形状も角張っているもの、丸いもの、長いもの、平たいものなど多様である。
食用の栽培品種のほとんどが 2n = 90 の6倍体であるが、一部の種なし品種（平核無（ひらたねなし）や宮崎無核（みやざきたねなし））は 2n = 135 の9倍体である。播種から結実までの期間は長く、諺では「桃栗三年、柿八年」 とも言われるが、接ぎ木の技術を併用すると実際は4年程度で結実する。品種改良に際して甘渋は重要な要素で甘柿同士を交配しても渋柿となる場合もあり、品種選抜の効率化の観点から播種後1年で甘渋を判定する方法が考案されている。

### 甘柿
甘柿は渋柿の突然変異種と考えられている。1214年に現在の神奈川県川崎市麻生区にある王禅寺で偶然発見された禅寺丸が、日本初の甘柿と位置づけられている。なお、中国の羅田県周囲にも羅田甜柿という甘柿が生育しており、京都大学の調査によると、日本産甘柿の形質発現は劣性遺伝であるのに対し、羅田甜柿は優性遺伝で、タンニンの制御方法も全く異なっていると分かった。
日本の突然変異種が知られているが、アフリカのジャッカルベリーも甘く、食用や飲用への利用、薬用、皮加工のタンニングに利用される。

#### 完全甘柿
渋が元々少ない品種で樹になった状態で成熟とともに渋が抜けていくものを完全甘柿という。完全甘柿の代表的な品種は、富有と次郎、御所。富有は岐阜県瑞穂市居倉が発祥で原木がある。次郎は静岡県森町に住んでいた松本次郎吉に由来する。御所は奈良県御所市が発祥で、突然変異で生まれた最も古い完全甘柿である。
- 富有（ふゆう） - 岐阜県原産の甘柿で、明治35年に命名された品種。やや扁平な丸い形で、果肉はやわらかく瑞々しい。[13]
- 次郎（じろう） - 静岡県原産の完全甘柿で、扁平で尻は平らな形をしている。10月下旬から11月中旬に成熟する。[58]
- 太秋（たいしゅう） - 平成6年に育成された完全甘柿で、果実は約400グラムもあって大きい。糖度16 - 18度と高いため甘く、果汁が多くて瑞々しい。[58]
- 愛秋豊
- 御所（ごしょ） - 奈良県御所市原産の甘柿。扁平でやや方型をしている。かつては盛んに栽培されたが、富有などに取って代わられ、現代では希少な品種となっている。
- 伊豆
- 早秋
- 貴秋
- 晩御所
- 花御所
- 天神御所

#### 不完全甘柿
種子が多く入ると渋が抜けるものを不完全甘柿という。不完全甘柿の代表的な品種は、上記の禅寺丸や愛知県が発祥の筆柿などがある。太秋は1995年に品種登録された中生種で熊本県が中心となって栽培しており、全国で急速に人気を高めている。
- 禅寺丸（ぜんじまる） - 川崎市麻生区原産の柿で、甘柿としては日本最古の品種とされる。熟すと果肉に黒い班が入ると甘柿になる。
- 筆柿（ふでがき） - 愛知県原産の早生種で、9月下旬から10月上旬に出回る。筆先のように縦長の形をしている。[58]
- 西村早生

### 渋柿
渋柿は、実が熟しても果肉が固いうちは渋が残る柿である。代表的な品種は、平核無と刀根早生である。平核無は新潟県が発祥である。刀根早生は奈良県天理市の刀根淑民の農園で栽培されていた平核無から1959年に枝変わりとして見出され、1980年に品種登録された。

#### 不完全渋柿
種子が入っても渋が一部に残るものを不完全渋柿という。
- 平核無（ひらたねなし） - 新潟県原産の不完全渋柿で、新潟では「おけさ柿」、山形では「庄内柿」「八珍」ともよばれる。果実は種なしで扁平の形をしており、果肉はなめらか。[58]
  - 紀ノ川柿（きのかわがき） - 品種名ではなく、平核無柿を樹上で実をつけたままアルコール入りビニールを被せて渋抜きした柿。果肉は渋みのタンニンが固形化した黒い斑があり、甘みが強い。[58]
- 刀根（とね） - 平核無（ひらたねなし）柿の変種の早生柿で、果肉はやわらかめ。出回り期は9 - 10月ごろで、ハウス栽培もおこなわれており、早いものは夏から出回る。[58]
- 甲州百目（こうしゅうひゃくめ） - 尻すぼみ型の渋柿で約300グラムと大きい。あんぽ柿の材料として知られる。[58]
- 蜂屋
- 堂上蜂屋柿（どうじょうはちやがき） - 岐阜県美濃加茂市蜂屋町が原産の渋柿で、大ぶりな干し柿にする品種。堂上とは朝廷への昇殿を許された格をもつという意味で、平安時代から天皇や歴代将軍へ献上された歴史がある。
- 富士
- 江戸柿（えどがき） - 「代白柿」ともよばれる京都産の渋柿で、京都中央卸売市場にのみ流通する。アルコールで渋抜きして、とろとろに甘い完熟柿になる。[58]
- 会津身知らず
- ロホ・ブリジャンテ (Rojo Brillante) - スペインで栽培されている縦長の品種。

#### 完全渋柿
種子が入っても渋が抜けないものを完全渋柿という。ただし、完全渋柿も熟柿になれば渋は抜ける。
- 西条柿（さいじょうがき）[59] - 広島県原産の渋柿で、近畿以西に多く見られる。果実は側面に4本のへこみが現れる独特な形をしている。[58]
- 市田柿（いちだがき） - 長野県高森町の市田地域で栽培されてことから名付けられた在来渋柿で、長野県産干し柿を代表する品種。
- 愛宕（あたご） - 愛媛県原産の晩生品種で、長形の大型の果実は皮の色が黄色に近い。渋抜きに日数がかかり、11月下旬から12月上旬に出回る。[58]

## 柿の利用
柿は弥生時代以降に桃や梅、杏子などとともに栽培種が大陸から伝来したものと考えられている。鎌倉時代の考古遺跡からは立木の検出事例があり、この頃には甘柿が作られ、果実収穫を目的とした植栽が行われていたと考えられている。カキの実の食材としての旬は、9 - 11月ごろとされる。

### 柿の実
カキの実は甘柿と渋柿があり、カキの未熟な若い実は甘柿にも渋柿にも果肉にタンニン細胞があり、渋みの原因になるタンニンが含まれている。品種によりタンニン細胞の数や形状は異なる。完全甘柿のように渋がもともと少ない品種もある。渋柿には1 - 2%のカキタンニンを含む。カキタンニンは緑茶タンニンとは異なり分子量が大きく、特にたんぱく結合力が強く唾液たんぱくと結合して不溶物を生成して渋味になると考えられている。
果実中のカキタンニンは、水に溶ける可溶性の間は味覚が渋く感じ、果実が成熟する過程で水に溶けない不溶性に変わる褐斑（かっぱん：いわゆるゴマ）になると、渋味を感じなくなって「甘柿」になる。具体的には成熟によりアセトアルデヒドが増えて水溶性のタンニンの間に架橋が起こりタンニンが不溶性となることで渋みを感じなくなる。甘柿の中でも、種子に関係なく甘くなるものを「完全甘柿」といい、種子が数個以上できないと渋みが抜けず甘くならないものを「不完全甘柿」という。実が熟しても甘くならない「渋柿」は、アルコールや炭酸ガスで渋抜き処理をして出荷したり、干し柿にして食べられている。熟柿になると実は軟化するが、熟柿になる前の軟化していない状態でも果実中にアセトアルデヒドを生成させることで渋を抜くことができる。
食べ方は多様で、生食するのが一般的であるが、完熟して崩れんばかりのものを賞味する場合があったり、渋柿は干し柿にしたり、柿羊羹などの菓子材料などに加工したりする。中国の北京では、冬にシャーベット状に凍ったものを食べるという食べ方もある。
カキの実は追熟すれば甘くなるというものではなく、常温でおけば2日ほどでやわらかくなってしまう。生のカキの実を保存するときは、ポリ袋に入れて冷蔵保存し、熟しすぎた場合は冷凍保存する。干し柿は常温で保存できる。
胃切除者や糖尿病患者など胃の働きが弱い者が、柿の果実を大量に食べた場合タンニン（シブオール）が胃酸と反応し固まることで胃石を生じることがある。植物胃石の一種で「柿胃石」として単独で知られるほど原因の割合としては多い。胃石そのものが症状を起こすわけではないものの胃閉塞・腸閉塞を起こすと食欲不振・腹痛・嘔吐などを引き起こす。治療にあたっては胃石を砕く治療が行われるが、症状が軽い場合は市販のコーラが病院で使われることもある。コーラの強い炭酸と強い酸が胃石を砕くとみられる。

#### 渋抜き
渋柿の果肉ではタンニンが水溶性で渋味が強いため生食できず、渋柿を食用にするには果肉が軟らかくなった熟柿（じゅくし）になるのを待つか、タンニンを不溶性にする渋抜きの加工をする必要がある。湯やアルコールで渋を抜くことを動詞で「醂（さわ）す」といい、これらの方法で渋抜きを施した柿は「さわし柿」と呼ばれる。ほとんどの場合収穫後に渋抜き処理を行うが、品種によっては収穫前に樹上で渋抜きを行うことも出来る。渋柿のタンニンの性質は品種間で異なっており、適する渋抜き方法は異なる。
- アルコール漬けにする（樽柿）。
- アルコールを掛ける。35度のアルコールを少量振りかけ（20 - 30キログラムに湯飲み茶碗1杯程度）、容器（何でもよい）に密封して1週間置く。
- 乾燥させる（干し柿）。あんぽ柿、市田柿は干し柿の一種である。
- 湯抜き（35 - 45℃の湯に浸ける）。紫尾温泉（鹿児島県さつま町）名物「あおし柿」は、渋柿専用の露天風呂に入れる[65]。
- 米・米ぬかにつける。
- 炭酸ガス脱渋（大量の渋柿を加工する業務用の方法。家庭でもドライアイスを使えば可能）。
- 容器にリンゴと一緒に入れ密封して一週間置く。
- 燻蒸処理 - 甲子柿[66]。

なお、加熱により不溶化したカキタンニンが再び水溶性になり渋くなる現象を「渋戻り」という。

#### 干し柿以外の加工食品
生食、干し柿の他に次のような食品に加工されている。
- 菓子
- ジャム
- 柿ようかん
- ゼリー
- チョコレート菓子

- ソフトクリーム
- 酢（柿酢[67]）
- 果実酒（シードル、ワイン）
- カレー
- 祇園坊

日本料理では風呂吹きの他に膾や和え物に使われる。繰り抜いて器にしたものは柿釜と呼ばれる。
このほか朝鮮半島では干し柿、生姜、肉桂からスジョングァという飲み物を作る。また米国には柿プディング（パーシモンプディング）という伝統料理がある。製法はクリスマスプディングと似ており、本来は軟らかく熟したアメリカガキの実を用いる。

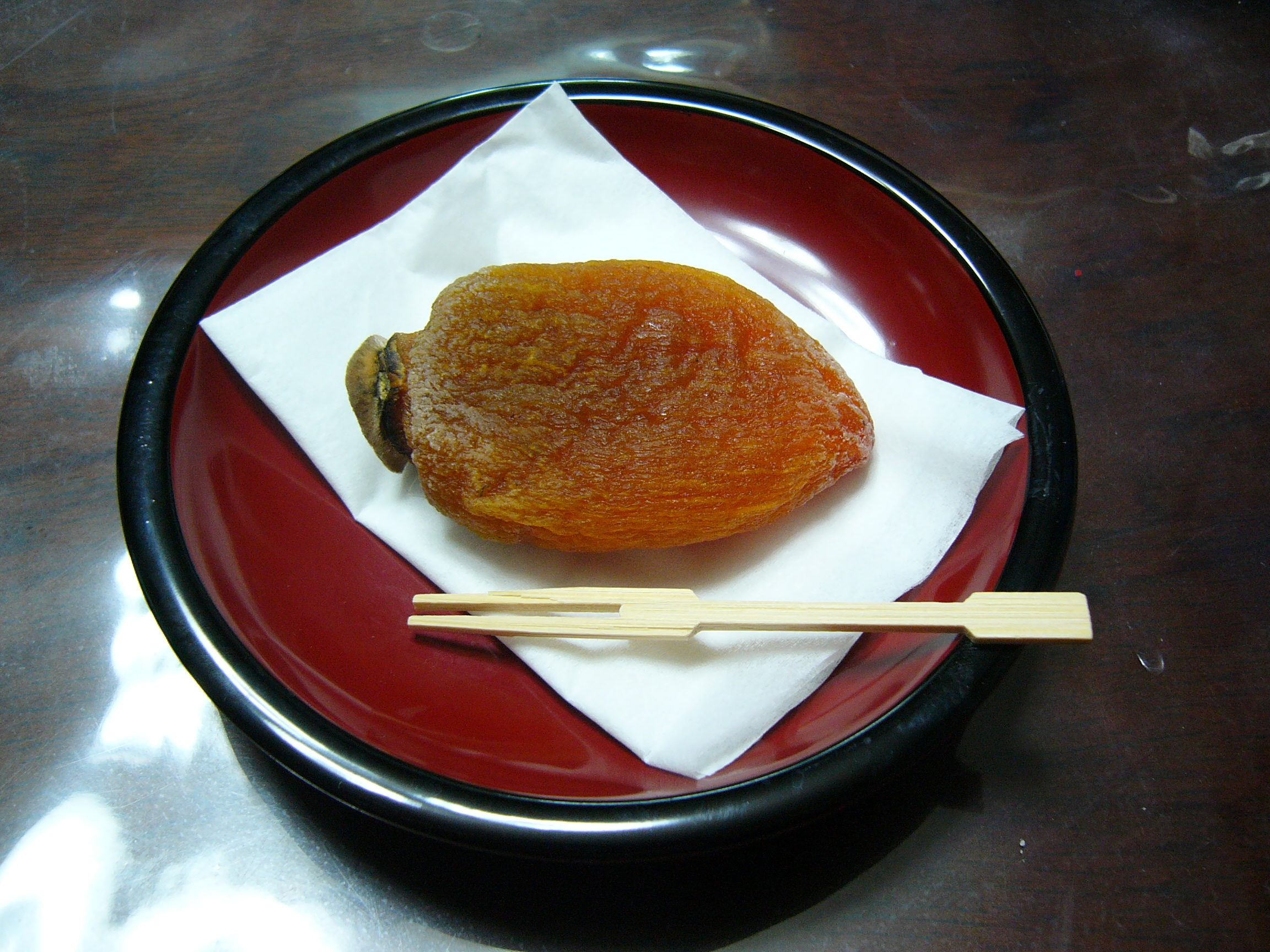
干し柿
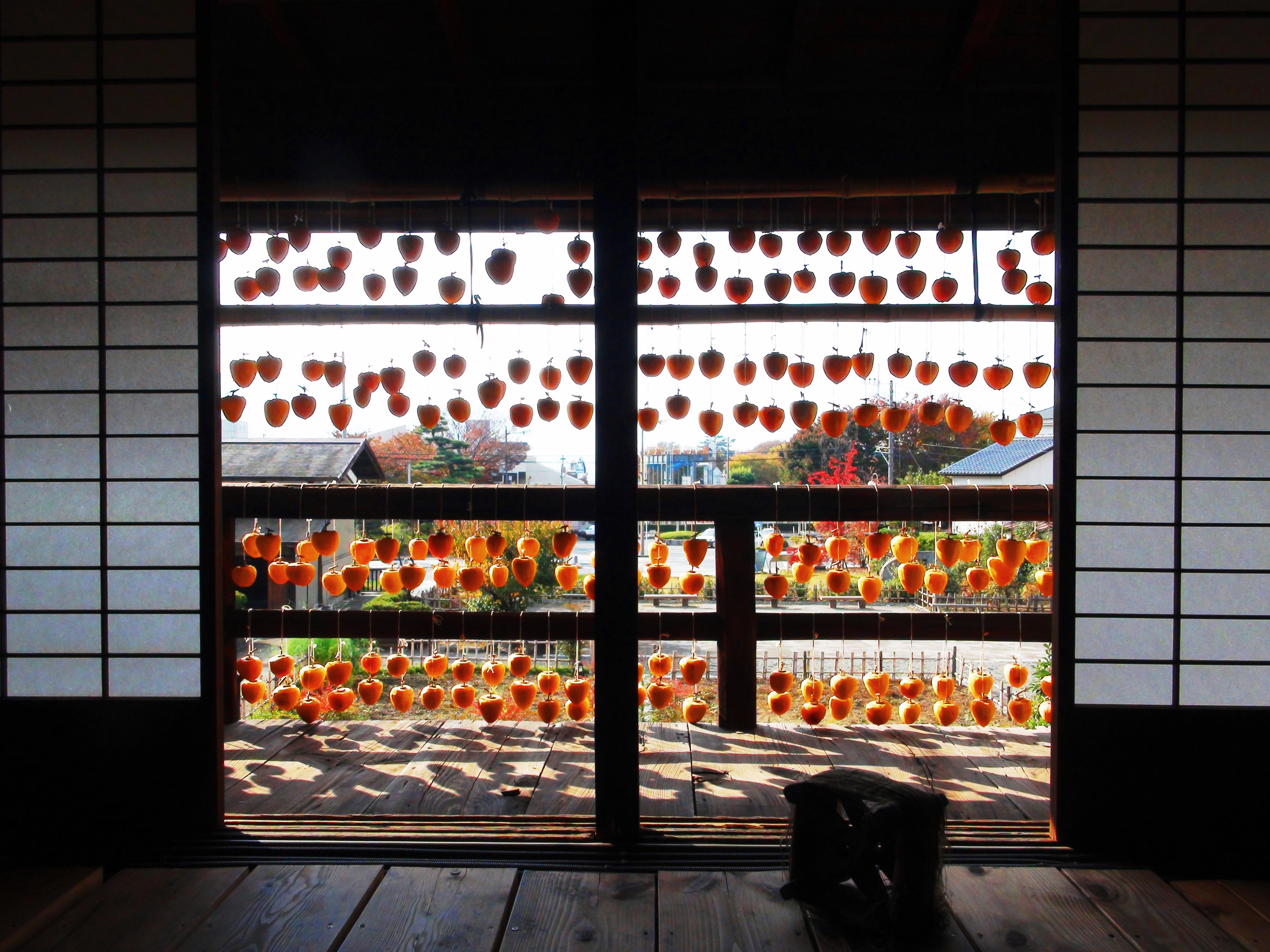
甲州百目（甘草屋敷・山梨県）
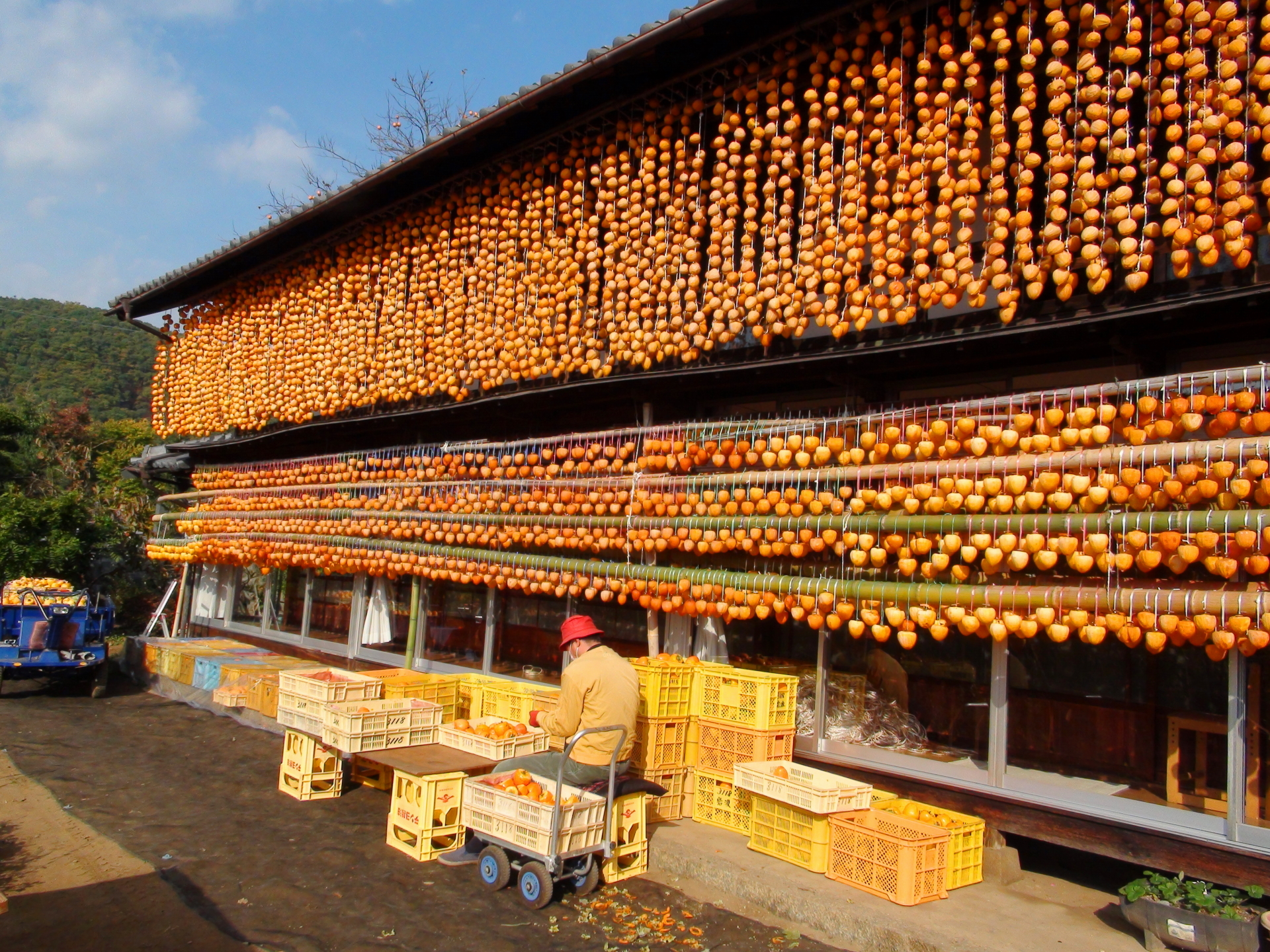
甲州市松里地区の農家

#### 栄養価・効能
果実に含まれる主な有効成分は、グルコース・マンニットなどの糖質10%、ペクチン、色素のカロチノイド、カキタンニン（柿渋）などがある。栄養素としてはカロテン（体内でビタミンAになる）、ビタミンC、糖質に富み、カリウム、β-クリプトキサンチン、リコピンも多く含んでいる。ただし、干し柿に加工するとビタミンCはほとんど失われる。カロテンやβ-クリプトキサンチン、リコピンは強い抗酸化作用でがん予防によいとされる。カキタンニンはビタミンPによく似た分子構造で、毛細血管の透過性を高めて、高血圧を防ぐ効果があるといわれている。また、アルコール分解の働きがあり、飲酒前に食べると二日酔い予防になるといわれる。
生の果実は身体を冷やすが、干し柿（柿霜：しそう）はあまり身体を冷やさないという説がある。凍結乾燥したカキの摂取実験では体表温の低下が認められており、拡張期血圧の上昇と表面血流量の減少が起きているとする研究がある。なお、柿に含まれるカリウムには利尿作用もあるが、食べ過ぎに注意すれば問題はないとされる。生の果実を薬効目的に用いるときは柿子（かきし）とも称され、生食すれば咳、二日酔いに効果があるともいわれていて、昔から酒の飲み過ぎのときに果実を食べるとよいといわれている。

#### 柿渋
渋柿の汁を発酵させたものが柿渋である。萼を除いた青い未熟果を砕いてすり潰して水を加え、2 - 3日ほど放置後、布で汁を搾ったものを生渋（きしぶ）という。柿渋は、生渋をビンなど密封できる容器に詰めて半年から1年ほど冷暗所に置いて保存・熟成して作られるが、古いものほど珍重される。
柿渋は、紙に塗ると耐水性を持たせることができ、和傘や団扇の紙に塗られた。柿渋の塗られた紙を渋紙と呼ぶ。また、防腐用の塗料としても用いられた。石鹸の原料ともなる（柿渋石鹸）。民間療法では柿渋を柿漆（ししつ）と称して、高血圧症予防に1日量で柿渋10 ccに水100 ccを加えて薄めて飲んだり、猪口1杯をそのまま飲んだりする利用法が知られる。また湿疹、かぶれのときには、柿渋を水で3倍ほど薄めてガーゼに含ませ、患部に湿布する用法が知られている。

#### ヘタ
果実のヘタを乾燥したものは柿蒂（してい、「柿蔕」とも書く）という生薬で、夏から秋にかけて未熟果の萼（ヘタ）を採って天日乾燥して調製したものである。柿蒂はしゃっくり止めに用いられ、1日量8 - 10グラムを水300 - 600 ccで煎じて3回に分けて服用する用法が知られる。
ヘタには、ヘミセルロースやオレイン酸、ウルソール酸などの成分が含まれ、ヘミセルロース質が胃の中で凝固することから、しゃっくり止めに使われたと考えられている。

### 葉
若葉にビタミンC、KやB類、ケンフェロール、クエルセチン、カキタンニンといったミネラル分フラボノイドなどを多く含み、血管を強化する作用や止血作用を持つとされるため、飲用する（柿葉茶）などで民間療法に古くから用いられてきた。また近年では花粉症予防に有効とされ、従来の茶葉としてだけではなく成分をサプリメント等に加工され商品化されたものも流通している。
5月ころの若葉を採集して日干ししたものを「柿の葉茶」とよんでいる。咳、出血、高血圧症予防の薬効目的で茶料として飲用する方法としては、夏に採取した成葉をきざみ天日で乾燥させた葉を柿葉（しよう）と称して、炒って急須に入れてお茶代わりに飲み、常用するのがよいとされる。薬草としての葉は身体を冷やす作用があることから、冷え症の人への服用は禁忌とされる。
またその殺菌効果から押し寿司を葉で巻いた柿の葉寿司や、柿の葉餅を包むために使われる。柿の葉の抗菌物質としてポリフェノール、アスコルビン酸、タンニンが知られている。
柔らかい初春の若葉は天ぷらにして食用にできる。

### 木材
木質は緻密で堅く、家具や茶道具、桶や和傘など器具の材料として利用される。芯材が黒いものは、特に珍重される。ただし、加工がやや難しく割れやすいため、建築材としては装飾用以外には使われない。
また、かつてのゴルフクラブ（ウッド）のヘッドには柿材（特にアメリカガキ）を使った物が多くパーシモンの名で呼ばれていたが、現在ではカーボンやメタルなど金属製のウッドが普及したためにあまり使われなくなった。
柿木は堅い樹であるが枝が突然に折れる性質があり、昔から柿の樹に登る行為は極めて危険とされている。
黒色の縞や柄が生じ、部分的に黒色となった材はクロガキと呼ばれて珍重され、産出量が極めて少ない銘木中の銘木である。

## 柿の文化

### 柿にまつわる慣用句など
- 「柿の花」は夏、「柿」「熟柿」「木守柿」は秋の季語である。なおこの木守柿とはカキノキになった柿の実を全て収穫せず、木になったまま残しておく数個の柿の実のことである[77]。「こもりがき」「きもりがき」「こまもりがき」「きまもりがき」と読まれる。このような風習は来年の豊作への祈願であるとも、野鳥のために残しておくともいわれる。なお、ユズなどについても同じような風習がある。
- こけら落としの「こけら」は「杮」（こけら）と書くが、これは音読で「ハイ」と読む画数8画の漢字であり、旁の上部は突き抜ける棒の一部である。一方、「柿」（かき・シ）は画数9画で、旁の上部は点であり、異体字に「柹」（古体）、「枾」（本字）がある[78][79]。コンピュータではフォントやそのポイント数によっては、しばしば「杮（こけら）」と「柿（かき）」の表示が区別できない場合があるが、別の字である。また、両字の関係について議論がある（「こけら落とし」参照）。
- 「桃栗三年柿八年」と言われ、播種から初回結実までの期間は長い。
- 「柿は歯の毒腹薬」はことわざ。柿は水分が多く食べると歯に浮き立たせることがあるが、ビタミンCが豊富で血圧降下やしゃっくりに効くといわれ、腹には薬であるということ[4]。
- 「豊年柿にけかち栗」ということわざは、柿の収穫がよい年は米も豊作。雨が多い年は栗は多くなるが、米は不作という意味[4]。
- 「柿が赤くなると医者が青くなる」（ヨーロッパでは「トマトが赤くなると医者が青くなる」）と言うことわざがあり、豊富なビタミン類とミネラルが栄養価摂取の低い時代では医者いらずの万能薬として重宝された。
- 「瓜は大名に剥かせよ。柿は乞食に剥かせよ」。瓜は実の中心部が最も甘みが強く、皮を厚く剥くとよい。柿は皮のすぐ下が最も甘みが強いため極力皮を薄く剥くとよい。
- 石田三成が打首前に「痰の毒」として干し柿を断った逸話が知られるが、実際には柿は昔から痰切りに良いとされ、三成自身も柿が好物だったとされる。
- カキの花言葉に、「恵み」[17]「優美」[17]「自然美」[17]がある。

### 柿を用いた俳句
柿の季語は“秋（晩秋）”であり、多くの人物に詠まれている。他に柿若葉（夏）、青柿（柿青む、夏）、渋取（秋）などがある。
- 祖父親まごの栄や柿みかむ（松尾芭蕉）
- 柿くへば鐘が鳴るなり法隆寺（正岡子規）
- 山柿や五六顆おもき枝の先（飯田蛇笏）
- 髪よせて柿むき競ふ燈下かな（杉田久女）
- 柿むく手母のごとくに柿をむく（西東三鬼）
- 柿もぐや殊にもろ手の山落暉（芝不器男）

### 地方行事
柿の毎年の豊作を祈願して「成木責め（なりきぜめ）」という行事が、小正月の1月15日に愛知県などの各地で行われる。二人1組で、一人がナタの背などで樹皮をたたいたり、傷をつけて、その傷に小豆粥をすり込む。このとき「なるか、ならぬか、ならぬとちょん切るぞ」と脅すと、果樹の裏に隠れていたもう一人がカキノキに成り済まして「なります、なります」と答える。